# Шевченко, Сергей Петрович
Сергей Петрович Шевченко (13 мая 1950 — 5 марта 2020) — советский и российский спортсмен и тренер; Заслуженный тренер Российской Федерации (1994), почётный гражданин города Уссурийска (2010).

## Биография
Родился 13 мая 1950 года в Уссурийске, в Приморском крае.
В 1957 году пошёл в среднюю школу № 3 города Уссурийска. В 1958 году был переведен в среднюю школу № 24 города Уссурийска. Завершив обучение в 9-м классе школы № 24 поступил обучаться в профессионально-техническое училище № 11, после чего трудоустроился автослесарем в уссурийский филиал базы «Крайпотребсоюз».
Ещё с детства увлёкся ездой на мотоцикле, этом занятию посвятил всю свою жизнь. С 1967 по 1970 годы работал автослесарем в мотоклубе Уссурийского клуба ДОСААФ, а чуть позже перешёл на тренерскую работу. С 1971 по 1973 годы служил в рядах Советской армии. Службу проходил в спортивной роте, где продолжал заниматься мотоспортом. С 1974 по 1993 годы работал в горкоме ДОСААФ тренером по мотоспорту. С 1984 по 2004 годы совмещал тренерскую работу в ДОСААФе с тренерской деятельностью в сборной Советского Союза, а затем — Российской Федерации.
В 1994 году Сергею Петровичу было присвоено звание «Заслуженный тренер Российской Федерации». Благодаря его тренерском подходу, он сумел воспитать четверых чемпионов мира по мотоспорту и двух чемпионов Советского Союза по мотоспорту[кого?].
В 1998 году Шевченко стал работать детским тренером в детско-юношеской спортивной школе города Уссурийска. В 2003 году ему была присвоена высшая квалификационная категория по должности «Тренер-преподаватель». Работал также в общественном спортивном клубе по мотоспорту при Уссурийском локомотиворемонтном заводе. С 2006 года — член исполкома мотоциклетной федерации России.
В августе 2010 года было принято решение о присвоении Шевченко Сергею Петровичу звания «Почётный гражданин города Уссурийска».
Проживал в своём родном городе. Умер 5 марта 2020 года.
Его сыновья — Петр и Глеб — тоже занимались мотоспортом.
В память о легендарном тренере, стадион «Патриот» в Уссурийске был переименован в Стадион имени С.П. Шевченко.

## Награды
- Заслуженный тренер Российской Федерации (1994),
- Почётный гражданин Уссурийска (2010),
- благодарственное письмо и памятные часы Олимпийского комитета России.